# Elva (Italia)
Elva (Elva anche in piemontese, Elvo in occitano) è un comune italiano di 77 abitanti della provincia di Cuneo in Piemonte.

## Geografia fisica
Il territorio comunale si estende dai 1.100 m s.l.m. della valle Maira ai 3.064 m.s.l. del monte Pelvo d'Elva.
È presente un punto panoramico situato sul colle San Giovanni denominato Fremo Cuncunà.

## Storia
Nel 2022 è uno tra i 310 borghi e piccoli comuni destinatari di oltre 760 milioni di euro dei fondi previsti dal MiC per il Piano nazionale borghi, finanziato con il Pnrr, per investimenti per rigenerazione culturale, sociale ed economica. La Regione Piemonte ha selezionato e premiato la qualità della proposta di Elva, risultata la migliore tra le piemontesi, erogando al borgo circa 20 milioni di euro.

## Cultura

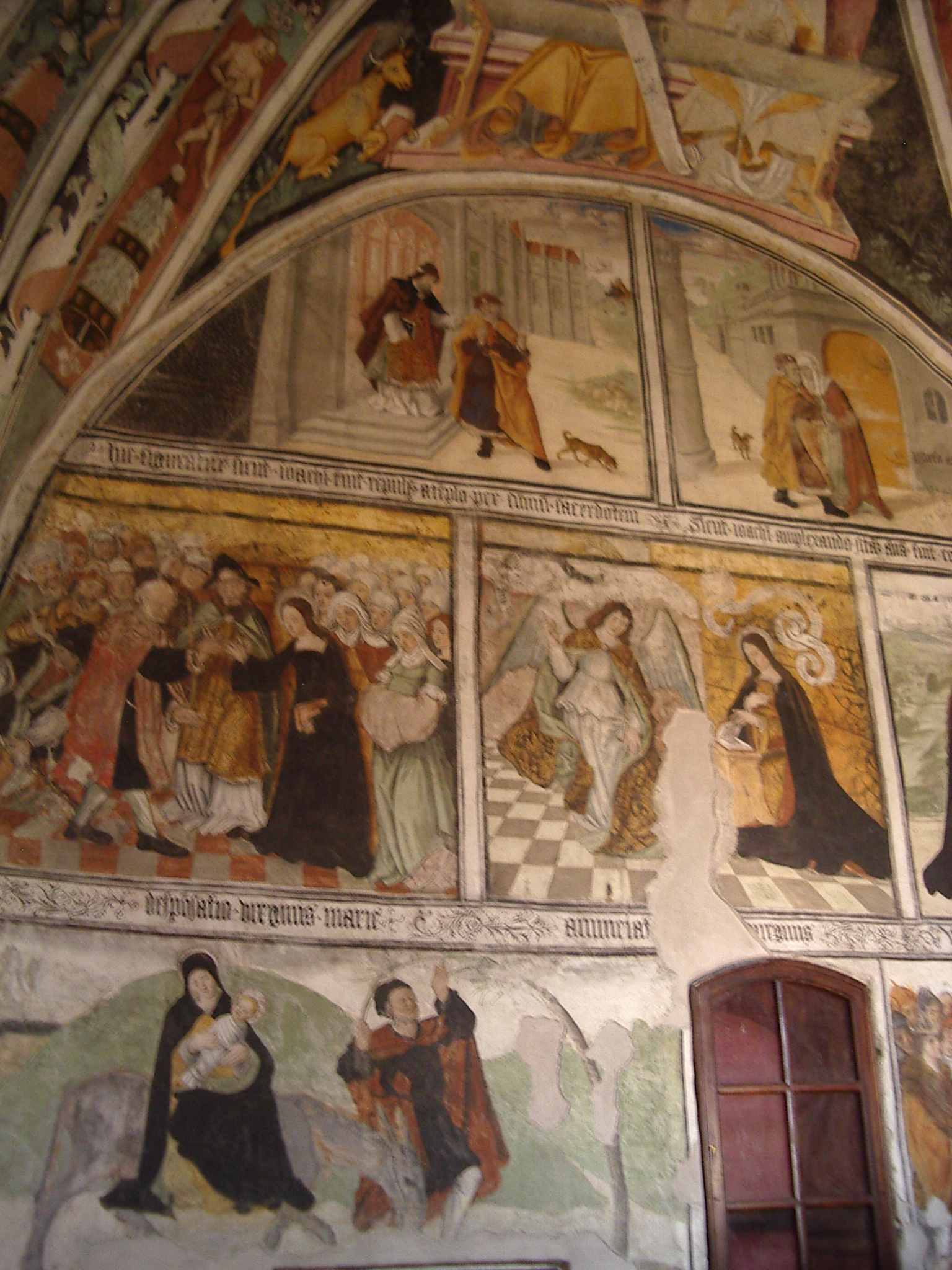
Hans Clemer Scene della vita della Vergine

Sul suo territorio fu attivo Hans Clemer, celebre pittore fiammingo, noto anche come maestro d'Elva (secoli XV-XVI).
 Suoi affreschi, rappresentanti scene della vita di Gesù, si ritrovano, ben conservati, nel presbiterio e nell'abside della chiesa parrocchiale, edificio in stile tardo-romanico.
 Elva è nota anche come paese dei caviè: molti dei suoi abitanti si dedicavano infatti, fino alla metà del secolo scorso, alla raccolta di capelli femminili, venduti in Francia ed in tutta Europa per la produzione di parrucche.

## Monumenti e luoghi d'interesse
- Chiesa parrocchiale di Santa Maria Assunta
- Strada del vallone di Elva, estremamente tortuosa e panoramica

## Società

### Evoluzione demografica
Abitanti censiti

## Amministrazione
Di seguito è presentata una tabella relativa alle amministrazioni che si sono succedute in questo comune.
| Periodo           | Periodo           | Primo cittadino        | Partito                      | Carica      | Note  |
| ----------------- | ----------------- | ---------------------- | ---------------------------- | ----------- | ----- |
| 16 luglio 1985    | 27 maggio 1990    | Franco Baudino         | -                            | Sindaco     | [ 7 ] |
| 27 maggio 1990    | 24 aprile 1995    | Antonio Sergio Garnero | -                            | Sindaco     | [ 7 ] |
| 24 aprile 1995    | 14 giugno 1999    | Guido Bruna            | lista civica                 | Sindaco     | [ 7 ] |
| 14 giugno 1999    | 14 giugno 2004    | Pierfrancesco Rolando  | -                            | Sindaco     | [ 7 ] |
| 14 giugno 2004    | 6 dicembre 2006   | Manuela Cerutti        | lista civica                 | Sindaco     | [ 7 ] |
| 28 dicembre 2006  | 29 maggio 2007    | Lorella Masoero        |                              | Comm. pref. | [ 7 ] |
| 29 maggio 2007    | 16 maggio 2012    | Laura Lacopo           | lista civica                 | Sindaco     | [ 7 ] |
| 16 maggio 2012    | 10 giugno 2018    | Laura Lacopo           | lista civica: noste coumun   | Sindaco     | [ 7 ] |
| 10 giugno 2018    | 21 settembre 2020 | Mario Fulcheri         | lista civica: Uniti per Elva | Sindaco     | [ 7 ] |
| 21 settembre 2020 | in carica         | Giulio Rinaudo         | lista civica: Quelli di Elva | Sindaco     | [ 7 ] |

### Altre informazioni amministrative
Il comune faceva parte della comunità montana Valli Grana e Maira.